# Мераб Квирикашвили
Мераб Квирикашвили (енгл. Merab Kvirikashvili; 27. децембар 1983) професионални је рагбиста и репрезентативац Грузије, који тренутно игра за француског трећелигаша Монтлисон. Рођен је у Грузији, а у Француску је отишао 2006. У француској је играо за По 2006-2008 (16 утакмица, 54 поена), Маси 2008-2009 (16 утакмица, 188 поена), Фигеа 2009-2011 (19 утакмица, 218 поена), Сеинт-Жунијен 2011-2013 (27 утакмица, 318 поена) и Виен 2013-2014 (12 утакмица, 88 поена) пре него што је потписао за Монтлисон за који је до сада одиграо 14 утакмица и постигао 137 поена. За репрезентацију Грузије дебитовао је 2003. против Португала. Упао је на списак репрезентације Грузије за светско првенство 2003. и играо је на све четири утакмице у групи. Био је важан играч у репрезентацији Грузије на светском првенству 2007. где је у утакмици против Намибије проглашен за играча утакмице. Играо је и на светским првенствима 2011. и 2015. До сада је одиграо 88 утакмица за репрезентацију Грузије. Рекордер је по броју постигнутих поена за репрезентацију Грузије (669 поена). Играо је и за рагби 7 репрезентацију Грузије.